# Newton (filme)
Newton é um filme de drama indiano de 2017 dirigido e escrito por Amit V Masurkar. Foi selecionado como representante de seu país ao Oscar de melhor filme estrangeiro em 2018.

## Elenco
- Rajkummar Rao - Newton Kumar
- Pankaj Tripathi - Aatma Singh
- Anjali Patil - Malko
- Raghubir Yadav - Loknath
- Sanjay Mishra